# سوفی استوگار
سوفی استوگار (دانمارکی: Sofie Stougaard؛ زادهٔ ۵ نوامبر ۱۹۶۶) بازیگر و کارگردان فیلم اهل دانمارک است.
از فیلم‌ها یا برنامه‌های تلویزیونی که وی در آن نقش داشته‌است، می‌توان به پل، واپسین سرود میفونه، دلقک، و کافه هکتور اشاره کرد.